# Huszár Adolf

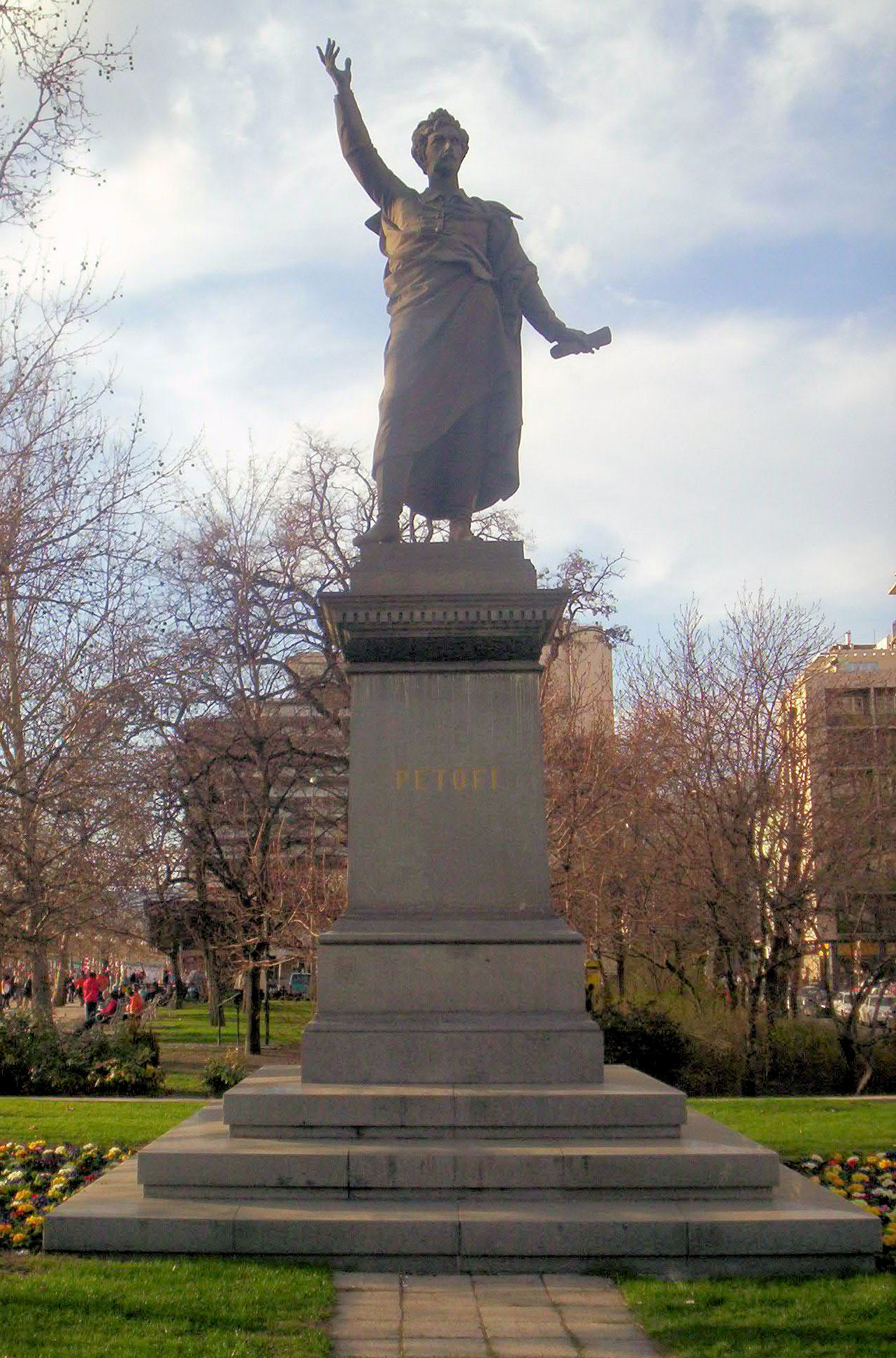
A Petőfi-szobor (Budapest V. kerület, Petőfi-tér)

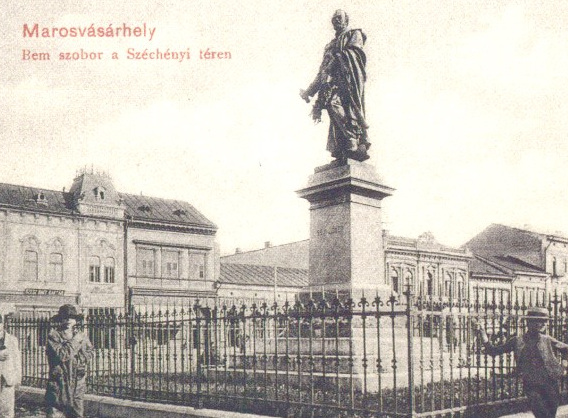
A Bem-szobor (Marosvásárhely)

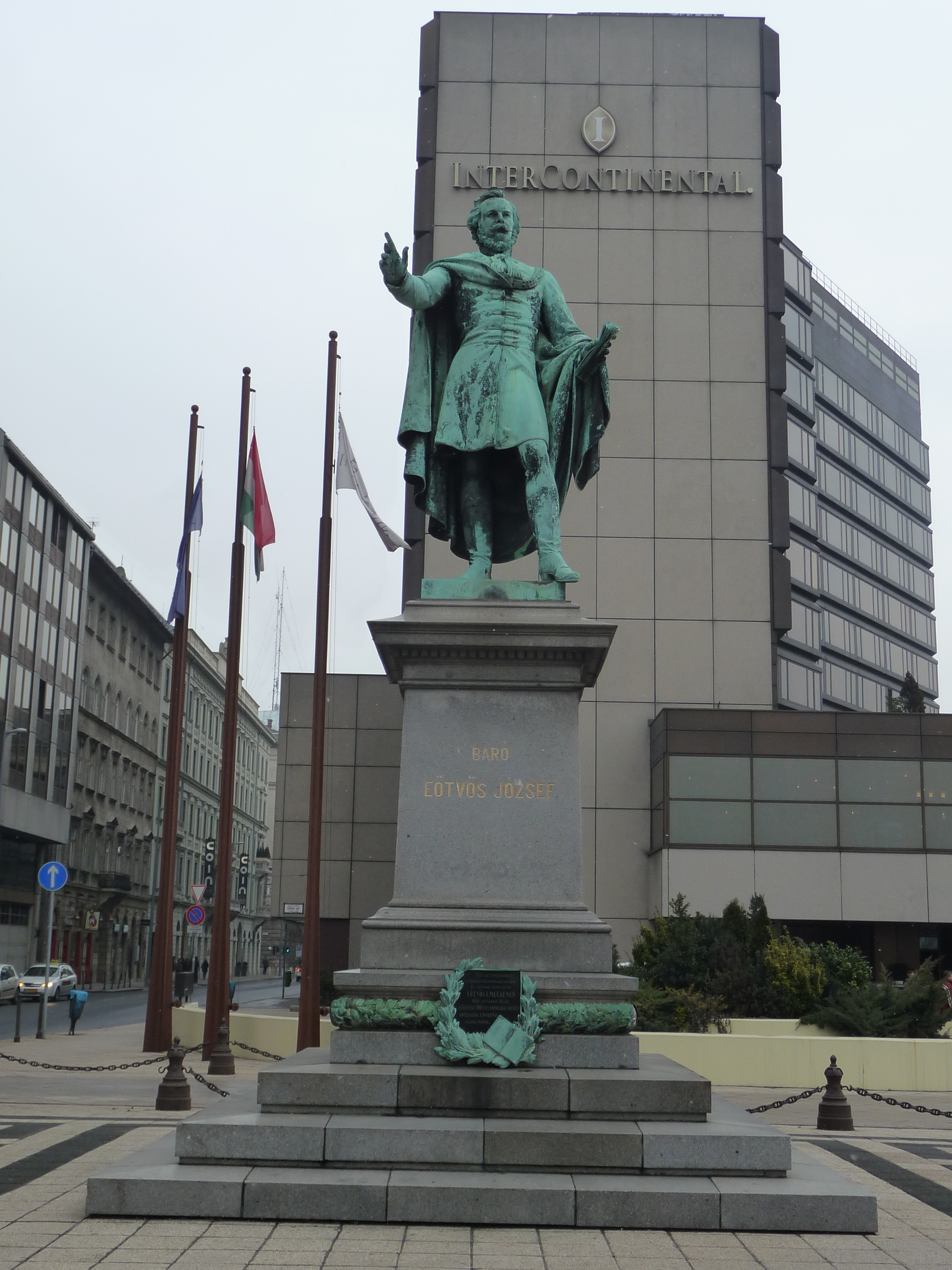
Eötvös József-szobor (Budapest V. kerület, Eötvös tér)

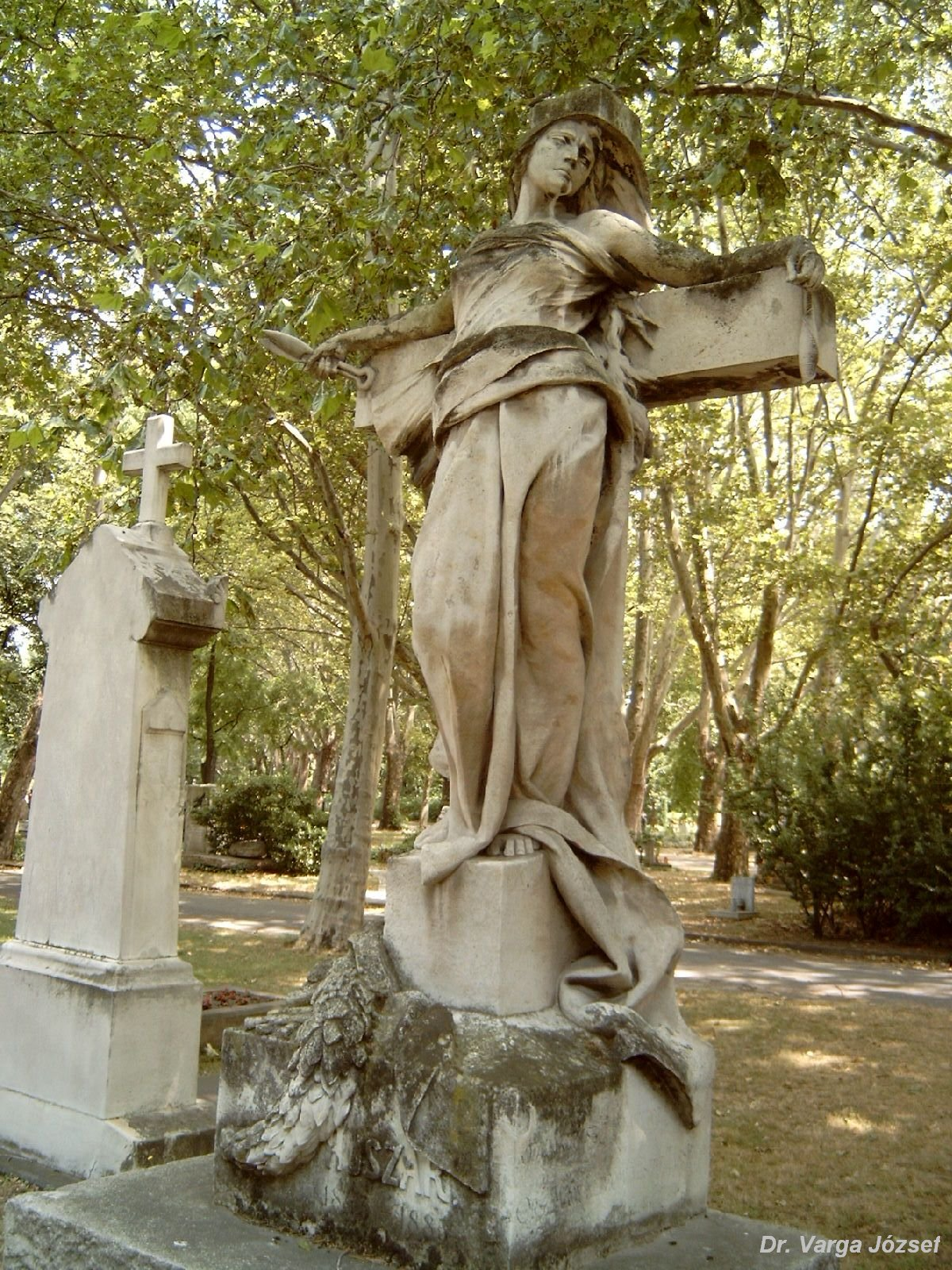
Huszár Adolf sírja Budapesten. Kerepesi temető: 34/1-2-42. Donáth Gyula Párka című szobra, 1889

Huszár  Adolf (Szentjakabfalva (Besztercebánya), 1843. június 18. – Budapest, 1885. január 21.) magyar szobrász.

## Élete
Korán magának kellett megkeresnie kenyerét. Eredetileg vasöntő volt. 1866-ban eljutott Bécsbe s itt Hanns Gasser szobrász tanítványául felvette. 1871-ben Vay Miklós báró. műtermébe kapott meghívást, és itt dolgozott akkor is, amikor 600 forint utazási ösztöndíjjal kínálta meg a kormány. Huszár már éppen el akarta fogadni az ösztöndíjat, hogy azzal Olaszországba utazzék, amikor 4000 franknyi díjat tűztek ki Eötvös József Budapesten felállítandó szobrára. A fiatal művészt ez a pályázat más elhatározásra indította: Budapestre jött és a Lipthay Béla báró által felajánlott helyiségben hozzáfogott a szobor mintázásához. Pályaműve megnyerte a kitűzött díjat és egyúttal nevét ismeretessé is tette az egész országban. Most már egymás után jöttek a megbízások s csakhamar önálló műtermet is rendezett be a Városligetben. Itt készültek I. Ferenc József, Gyulai Ferenc, Izsó Miklós, Toldy Ferenc, Szentpétery, Deák Ferenc, Barabás Miklós és Pulszky Ferenc mellszobrai és a Magát muzsikáltató betyár, amellyel a magyar zsánerszobrászat terén Izsó nyomdokaiba lépett, a nélkül azonban, hogy elődjétől a jellemzés nagy erejét sikerült volna elsajátítani. Huszárra sokkal erősebb és mélyebb hatást gyakoroltak a klasszikus mintaképek, hogysem egy más irányban szabadon mozoghatott volna. Ezért egyik legsikerültebb alkotása a Vénusz és Ámor című márványcsoportozat maradt, amelyet Zichy Jenő gróf rendelt meg nála a magyar főváros számára (a budai Gellért fürdő előcsarnokában van). Monumentális szobrai közül a legjobban sikerült a marosvásárhelyi Bem-szobor. Petőfijét (1882) az elhunyt Izsó Miklós mintájának felhasználásával készítette, míg két nagy szoborművét: Deák Ferenc szobrát, amelyet ma a fő művének tekintenek és az aradi vértanúk emlékét váratlanul közbejött halála miatt Zala György fejezte be. Síremlékeket is készített, például Csepreghy Ferencét a Kerepesi temetőben. Huszár 1881-től haláláig mint a szobrászat tanára működött az országos Mintarajztanodában.

## Művei

### Eötvös József szobra
Az emlékművet eredetileg az Erzsébet térre tervezték, végül a Duna-parton, mostani helyétől nem messze állították fel.
A talapzat tervét Ybl Miklós készítette, magát a talapzatot Kauser Jakab faragta mauthauseni kőből. Az öntésnél a szobor megrepedt, ezért a Bécsben, a császári és királyi ércöntő műhelyben újraöntötték.
1979-ben a Duna Intercontinental szálloda építése miatt lebontották, majd 1981-ben új helyen, de továbbra is a Roosevelt téren állították fel. A talapzat 459 cm, a bronz szobor 390 cm magas. A magyaros díszruhában, bal kezében irattekerccsel ábrázolt Eötvös mint szónok az MTA székháza felé néz. A művet eredetileg vaskerítés övezte, ezt az újraállításnál elhagyták.
A talapzat feliratai:
- elöl: BÁRÓ EÖTVÖS JÓZSEF,
- hátul: Emelte a Nemzet 1879.

A talpazaton lévő, pálmaággal keretezett, 60 cm * 60 cm-es tábla felirata: Eötvös József születésének 100. évfordulóján adományozták tanárok és tanulók 1913.X.26.

## Emlékezete
Párka című síremléke a Kerepesi úti temetőben van, Donáth Gyula alkotása.